# Charles Testut
Charles Testut (1819 - 1892) fue un escritor y novelista nacido en Francia.
Después de haber pasado su juventud en Francia, fundó en 1839 en Nueva York un diario de estilo francés, L’Indicateur (El Indicador), que duró menos de un año. 
En el año de 1849 en Nueva Orleans reanudó el diario semanal La Chronique (La Crónica). 
Publicó un grupo de novelas seriales, bajo el título de Veillées louisianaises (Velorios de Luisiana), que encontraron el éxito y que lo decidieron a proseguir una carrera literaria. 
Publicó así recopilaciones de poesías y novelas. Influido por las ideas del marxismo, fue uno de los fundadores de la Internacional del Nueva Orleans y su secretario, y fundó incluso un diario marxista, l’Équité (La Equidad), en 1871.
Fue creador en el año de 1876 de una continuación de la novela El conde de Montecristo, titulada "Las Hijas de Montecristo" (Les filles de Monte-Cristo). 
Para la fecha de su fallecimiento se encontraba en el olvido y pobreza.

## Obra
- Saint-Denis (1849)
- Les Échos (1849)
- Fleurs d’été (1851)
- Portraits littéraires de la Nouvelle-Orléans (1851)
- Les Mystères de la Nouvelle-Orléans (1852-54)
- Le Vieux Salomon (1858) (publicada en 1871)
- Les filles de Monte-Cristo (1876)